# Richmond Peak
Richmond Peak är en bergstopp i Antarktis. Den ligger i Västantarktis. Inget land gör anspråk på området. Toppen på Richmond Peak är 3 595 meter över havet.
Terrängen runt Richmond Peak är bergig åt nordväst, men åt sydost är den kuperad. Richmond Peak är den högsta punkten i trakten. Trakten är obefolkad. Det finns inga samhällen i närheten.